# ردینگ ۵ – آرسنال ۷ (۲۰۱۲)
دیدار دور چهارم جام اتحادیه باشگاه‌های انگلستان در فصل ۲۰۱۳–۲۰۱۲ بین دو تیم لیگ برتری ردینگ و آرسنال برگزار شد تا برنده این دیدار راهی مرحله یک‌چهارم نهایی شود. این مسابقه با پیروزی ۷–۵ آرسنال به پایان رسید و به پرگل‌ترین بازی تاریخ جام اتحادیه تبدیل شد. ردینگ در نیمه نخست با نتیجه ۴–۰ پیش افتاد، اما تئو والکات در وقت اضافه نیمه اول یک گل برای آرسنال به ثمر رساند. در نیمه دوم نیز الیویه ژیرو، لورن کوشیلنی و والکات گلزنی کردند تا بازی در پایان وقت قانونی ۴–۴ مساوی شود. در وقت‌های اضافه، آرسنال با گل مروان شماخ پیش افتاد، اما پاول پوگربنیاک پنج دقیقه مانده به پایان بازی گل مساوی را زد و نتیجه ۵–۵ شد. با این حال، گل‌های دیرهنگام تئو والکات (که هت‌تریک خود را کامل کرد) و مروان شماک پیروزی را برای آرسنال به ارمغان آوردند.